# Mons, Haute-Garonne
 Mons  là một xã thuộc tỉnh Haute-Garonne trong vùng Occitanie tây nam nước Pháp. Xã này nằm ở khu vực có độ cao trung bình 150 mét trên mực nước biển..